# Ryszard Syski
Ryszard Syski né le 8 avril 1924 à Płock, en Pologne et mort le 11 juin 2007 à Silver Spring, Maryland est un mathématicien polono-américain dont les recherches portaient sur la théorie des files d'attente.
Pendant la Seconde Guerre mondiale, il est membre de l'Armia Krajowa avec ses parents. Il participe ainsi à l'insurrection de Varsovie. Il est ensuite emprisonné à Lamsdorf, en Silésie, puis en Bavière en 1944, avant de rejoindre le Deuxième Corps polonais pour combattre en Italie en 1945.
Il commence ses études en mathématiques à Londres, à la Polish University Abroad en 1946. Il rejoint la société Automatic Telephone and Electric Co. à Londres en 1952. Il obtient son B.Sc. (1954) et son Ph.D. (1961) à l'Université de Londres. Sa thèse est intitulée « Stochastic Process in Banach space and its Applications to Congestion Theory » (Processus stochastique dans l'espace de Banach et ses applications à la théorie de la congestion).
Encouragé par Thomas L. Saaty, il déménage à College Park, dans le Maryland, où il fait partie du corps enseignant en mathématiques de l'Université du Maryland de 1961 à 1999. Il fonde la revue « Stochastic Processes and their Applications » (Processus stochastiques et leurs applications) en 1973 et est membre de l'Institut des Statistiques Mathématiques. Syski a rédigé plus de quarante articles dans des revues mathématiques, collaborant souvent avec des personnalités renommées telles que Félix Pollaczek, Lajos Takács, Julian Keilson et Wim Cohen. Syski décède le 11 juin 2007 des suites de complications liées à une blessure cérébrale survenue lors d'une chute.

## Publication
- Introduction to congestion theory in telephone systems (North-Holland, 1960)
- Passage times for Markov chains (1992)